# Oleg Tupin
Oleg Tupine fue un bailarín y profesor de ballet  que nació el 17 de noviembre de 1920 a bordo de un buque ruso –aunque otras fuentes ubican su nacimiento en Estambul, Turquía- y falleció a los 82 años el 15 de junio de 2003 en Virginia, Estados Unidos y que había actuado en prestigiosas compañías de ballet.

## Carrera profesional
Tupine se crio en Francia y estudió ballet en París con Lubov Egorova. Bailó en compañías de prestigio internacional como la Original Ballet Russe -cuyo nombre anterior era Ballet Russe de Monte Carlo-, la Compañía Markova-Dolin -dirigida por Alicia Markova y Anton Dolin, el Ballet Theatre una compañía con sede en New York  que había sido fundada en 1937 con el nombre de Mordkin Ballet y reorganizada en 1940 con su nuevo nombre y en la Compañía del Marqués de Cuevas. Entre 1949 y 1953 actuó con el Ballet Russe de Denham, en piezas clásicas como Paquita, El lago de los cisnes , y Grand Pas Classique con bailarinas tales como Alexandra Danilova, Tamara Toumanova, Maria Tallchief y Mary Ellen Moylan.
Tupine también actuó junto a George Zoritch  en la película musical Look for the Silver Lining, dirigida por David Butler en 1949 y en televisión en el episodio A Penny Saved (1961) en la serie  Peter Gunn . 
Alto y considerado buen mozo, era reconocido como un caballero con gracia. En 1965 se retiró de los escenarios y asumió como codirector de la Compañía y Escuela de Ballet de Virginia con Tatiana Rousseau, con quien se casó posteriormente.
Falleció en Virginia a los 82 años el 15 de junio de 2003 y le superviven su esposa y un hijo.